# Gatunamnändringar i Göteborg
Gatunamnändringar i Göteborg genomförs då gator får ändrade sträckningar, eller utgår till följd av stadsplaneändringar. På denna sida redovisas de ändringar som utförts från 2001.

## Ändrade eller utgångna namn 2001-2006
Ändrade 2001
Läraregatan, ändrad sträckning; Amund Grefwegatan, ändrad sträckning; Spektrumsgatan, ändrad sträckning; Färgspelsgatan, ändrad sträckning; Lillhagens Sjukhus, ändrad till Lillhagsparken (fanns tidigare som adress).
Utgångna 2001
Lilla Deltavägen, Ekgatan, Gräslyckan, Karlsrovägen.
Ändrade 2002
Brottkärrs Röseväg, Brottkärrsvägen, Dysiksgatan, Flygfältsgatan, förlängd; Flygledarevägen, Galileis Gata, Gröna Gatan, Klubbvägen, Karl IX:s Väg, Kometgatan, förlängd; Lergodsgatan, Oljevägen, Salsmästaregatan, Skepparegatan, Säterigatan, Theres Svenssons Gata, Västra Eriksbergsgatan, ny gata väster om Säterigatan; Östra Eriksbergsgatan, ny gata öster om Säterigatan.
Utgångna 2002
Bergslänten, de Geers Trappor, Dynamogatan, Eriksbergsmotet, Fästningsvägen, delvis; Gårdstensliden, där den sammanfaller med Norrliden; Harvgatan, Riddaregatan, väster om Storkgatan; Rävbergsvägen, där den sammanfaller med Angeredsleden; Stjärngatan, Wenngrensstigen.
Ändrade 2003
Arendals Allé, Bingaredsvägen, Björsaredsvägen, Brandenburg Torp, Byggens Väg, förlängd och ersätter Hilmas Väg; Dahlströmsgatan, Falkebovägen, Fanjunkarens Lycka, Forskningsgången, Galileis Gata, Gamla Rågårdsvägen, Gamlebrunnsgatan, Hjuviksvägen, Hörselgången, Kniparedsvägen, Kopparåsvägen, Miraallén, Myntgatan, Måsholmsvägen, Nabbevägen, Närgången, Nötholmsvägen, Prickskyttestigen, Sankt Jörgens Allé, Sankt Jörgens Väg, Smörvattnestigen, Smörvattnevägen, Skiljebacken, Södra Bergsgårdsgärdet, Sörredsbacken, Sörredsplatsen, Ångpannegatan.
Utgångna 2003
Alingsåsvägen, Berzelii Plan, Hamntorget (vid Lilla Bommen), Helmutsroplatsen, Hilmas Väg, Hypoteksgatan, Karlavagnsgatan, Krogens Gata, ersätts av Krogens Gård; Krimlans Gata, ersätts av Krimlans Gård; Krokslättsvallen, Kyrkängsgatan, Myntmästaregatan, Pirvägen, Skåran, Teorigatan, Treuddsvägen, Wasseniigatan, Ängdalen, Ättestupan.
Ändrade 2004
Backa Strandgata, Bentylgatan, Bergums Högen, Ekebacken, Flygfältsgatan, Hamneviksvägen, Högbrogatan, Lilla Ekebacken, Lilla Regementsvägen, Norra Långebergsvägen, förlängd; Smöroljegatan, Stigbergsliden, förlängd; Stora Holmen, Södra Långebergsvägen, förlängd; Södra Särövägen, Virginsgatan, Östergärde Industriväg, Örnekulans Väg.
Utgångna 2004
Gert Tommessons Gata, Källhultsvägen, Sjöfarten, Valöskärsgatan, Johan Sannes Gata.
Ändrade 2005
Axel Adlers Gata, förlängd; Bergsätersgatan, förlängd och delvis ändrad sträckning; Billerudsgatan, förlängd; Frykgången, avkortad; Fryktorget, Fördelarvägen, förlängd; Gamla Ceresgatan, förlängd; Karholmsvägen, Klaremossevägen, Kometgatan, förlängd; Konstepidemins Väg, ny sträckning; Salsavägen, förlängd; Victor Setterbergs Väg, flyttad.
Utgångna 2005
Bergums Högenväg, på andra sidan Torvhögsvägen; Hällåsvägen, till namnbanken; Krusbärsgången, till namnbanken; Krutvägen, till namnbanken; Mullbärsgången, till namnbanken.
Ändrade 2006
A Odhners Gata, förlängd; Aronsbergsvägen, Arvid Hedvalls Backe, Askims Industriväg, Båtsman Lustigs Gata, Emigrantvägen, Freses Väg, avkortad; Förrådsgatan, förlängd; Godsgatan, förlängd; Grotteparksvägen, Gustaf Werners Gata, avkortad; Götaleden, Halvsviksängen, förlängd; J A Pripps Gata, Järnvågsgatan, Kanelgatan, Kantarellvägen, Lapparnas Väg, Norra Sjöfarten, Oscarsleden, Skeppsbron, Smörgatan, förlängd; Södra Sjöfarten, Sörhallsgatan, förlängd; Trankärrsgatan, Västerhavsvägen. 
Utgångna 2006
Lapparnas Lycka, Simonsvägen, till namnbanken.

## Ändrade eller utgångna namn efter 2006
Utgångna 2014
- Kortedalavallen[1]

Utgångna 2016
- Munkebäcks Sidogata[2]
- Frostvädersgatan (fastställd 1956, aldrig byggd)[3]

Utgångna 2017
- Lexbylund (Björlanda) Ortnamnet Lexbylund fastställdes 1998 efter Lexby by. Vägen kom aldrig att byggas och saknar belägenhetsadress. Ortnamnet avregistreras.[4]
- Mjölktorget (Kallebäck) på grund av ändrad stadsplan[5]
- Högsbovallen (Järnbrott) på grund av ändrad stadsplan[5]

Utgångna 2018
- Gamlestadsbron (Gamlestaden) på grund av att bron ersätts med ny bro[6]
- Alingsåsgatan (Stampen) ersätts med ny sträckning av Norra Ågatan[6]
- Gurlita Klätt (Backa) på grund av förändring i stadsplan[7]
- Backadalsgången (Backa) på grund av förändring i stadsplan[7]
- Ture Rinmans Gångbro (Nordstaden) har byggts bort. Gångbron fick sitt namn 1998 och gick vid Gunnar Carlssons Trappor/Sant Eriksgatan.[8]

Ändrade 2018
- Gullbergsvassgatan (Gullbergsvass) förlängning fram till Partihandelsgatan. Tillfällig väg öppnad 15 november 2018.[9]

Utgångna 2019
- Risbindaregatan (Backa) på grund av infrastrukturändringar i området. Gatan låg sydöst om Tingstadsmotet sedan 1975.[10]

Namnändrade 2019
- Granatgatan (Tynnered) namnändrat till Zirkongatan. Gator i området är uppkallade efter ädelstenar, men Granatgatan, belägen i det utsatta området Tynnered, förknippas inte i första hand med en ädelsten.[11]